# Casas de Don Antonio
Pour les articles homonymes, voir Casas.
Casas de Don Antonio est une commune de la province de Cáceres dans la communauté autonome d'Estrémadure en Espagne.